# Carlos Frederico Xavier de Brito - O Bandeirante da Goiaba
Carlos Frederico Xavier de Brito - O Bandeirante da Goiaba é um livro brasileiro lançado em 1953, escrito pelo por Luís Cristóvão dos Santos.
Carlos Frederico Xavier de Brito: o “bandeirante” da goiaba Trata-se de um livreto de 29 páginas, contendo a biografia laudatória e bajulatória, como bem expressa o subtítulo, do fundador da fábrica de doces Peixe. O texto foi escrito por ocasião do centenário de nascimento do Coronel da Guarda Nacional, considerado o grande industrial pioneiro de Pesqueira, patriarca da Família Brito tradicional invasora das terras do Aldeamento de Cimbres.[carece de fontes?]